# Serra do Castelo
A serra do Castelo, mais conhecida como serra Capixaba, que daria o nome à cidade de Castelo, é uma ramificação da serra da Mantiqueira, ocupa as áreas montanhosas centrais do Espírito Santo, se estende de meados de Cachoeiro de Itapemirim, até Colatina, seu relevo é marcado pela existência de profundos vales, formados pelos rios que nascem na serra.
Cerca de 53% do território do Espírito Santo encontra-se acima dos 600 m, mas apenas 37% dele é ocupado pela Serra do Castelo, o restante é ocupado pela serra do Mar, serra do Caparaó e serra do Aimorés.

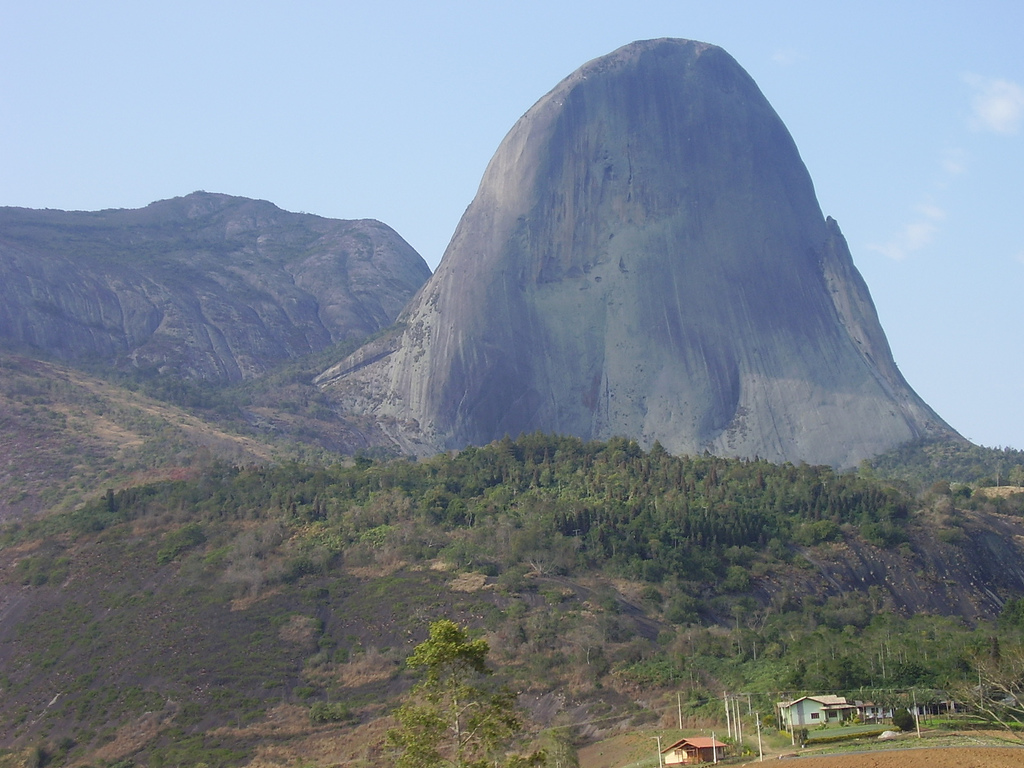
Parque Estadual da Pedra Azul, com Pedra Azul, a 1822 m de altitude, ao fundo.

## Relevo

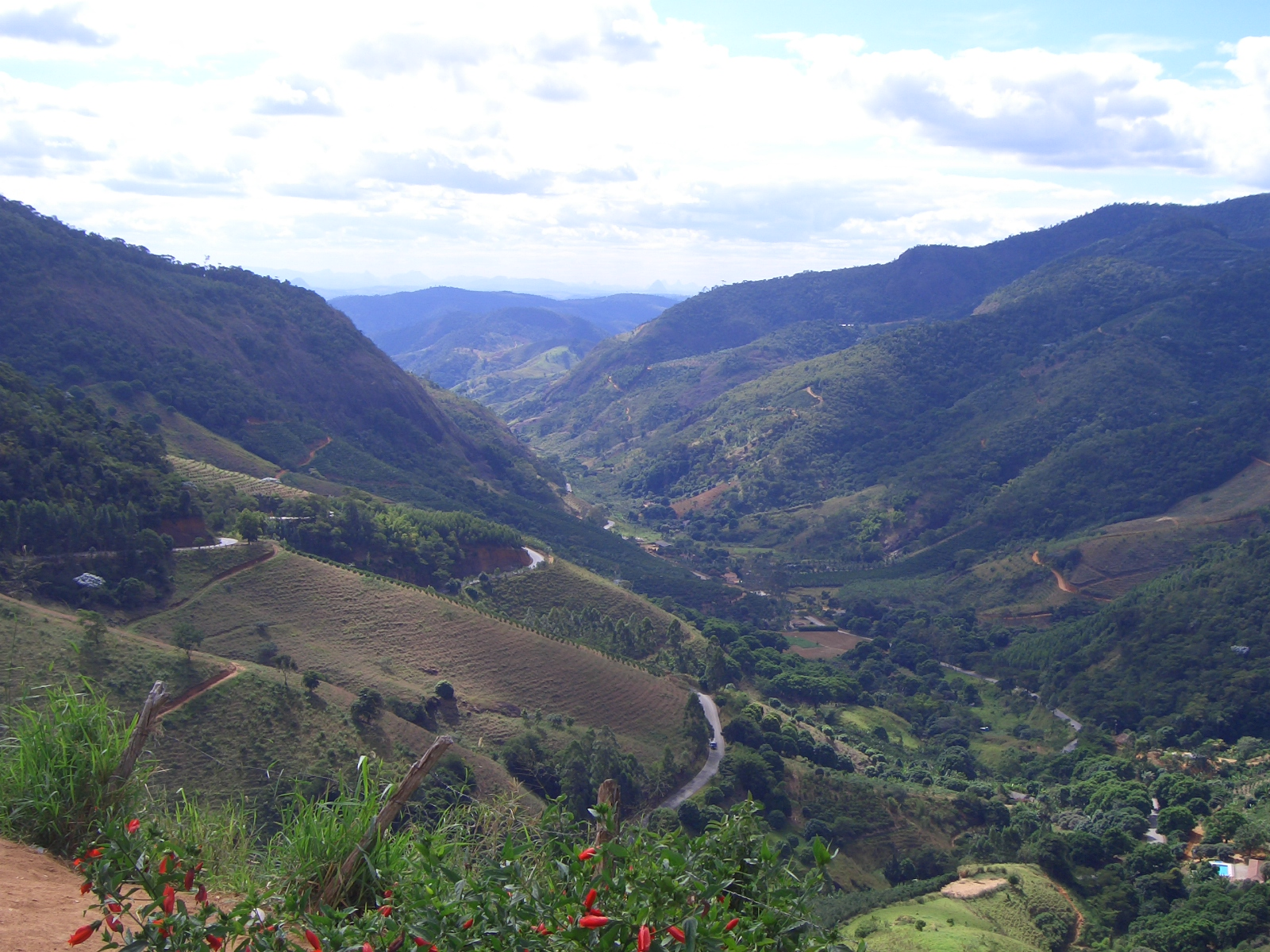
Vale do Canaã, típica paisagem de vales, da serra.

Tem altitude média de 758 m, com as maiores cotas de altitudes concentradas na área central da serra, sendo seu ponto culminante o pico do Forno Grande, o quinto maior do Espírito Santo, situado no município de Castelo, com seus 2039 m de altitude, seguido da Pedra Três Pontões (1968 m) e a Cordilheira do Empoçado com quase 1900 m que possui um paredão com dezenas de pedras desenhadas formando a grande cordilheira da Serra do Castelo em Afonso Cláudio e da Pedra das Flores (1909 m) em Domingos Martins.
A característica principal do relevo da serra do Castelo são os muitos e belos vales, cavados por numerosos cursos d'água que nascem lá, devido ao alto índice de precipitação de chuvas na região.
O relevo da serra capixaba tem como características os vales, cortados por vários cursos d'água ao leste, e os pontões (ou pães-de-açúcar) a oeste, e a altitude diminui progressivamente a medida que avança para o leste. As maiores altitudes se concentram na região central da serra.
Há também vários outros picos não menos importantes, como o pico da Pedra Azul, com 1.853 m que, graças ao tipo de rocha e aos vários musgos e líquens que crescem na pedra, pode adquirir uma coloração azulada, dependendo da posição do sol ou a Pedra do Goiapabaçu, na região de Irundi, onde é possível ver toda descida da Serra até o mar, que pode ser visto em dias sem muita neblina.
Outro lugar muito belo é o Vale do Canaã, principalmente na primavera, quando as Quaresmeiras exibem suas belas flores roxas. Porém, a bela vista só pode ser contemplada em raros dias de sol, pois a neblina na região é muito forte, principalmente no outono.

## Livros

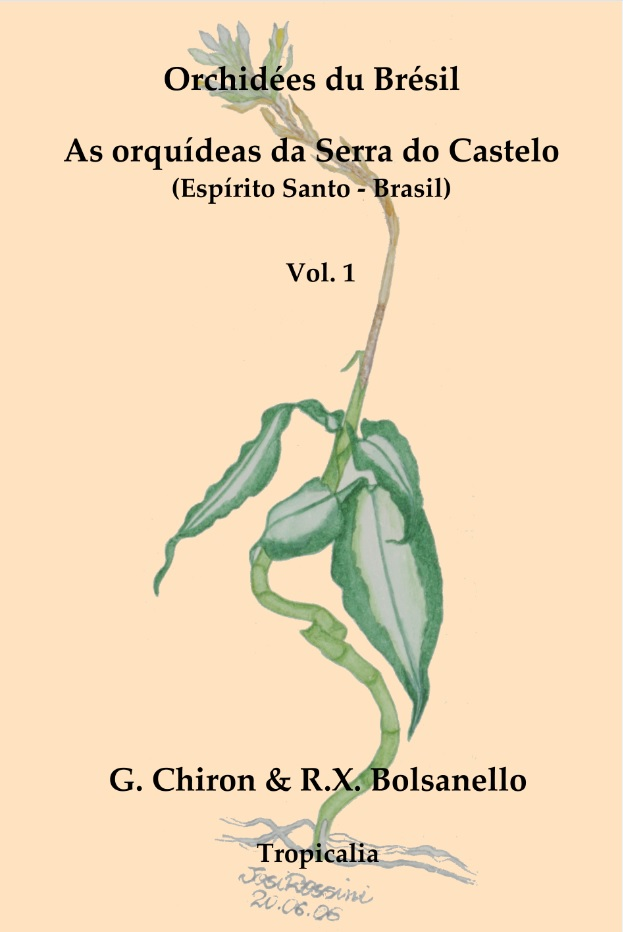
Capa do livro As orquideas da Serra do Castelo, vol. 1

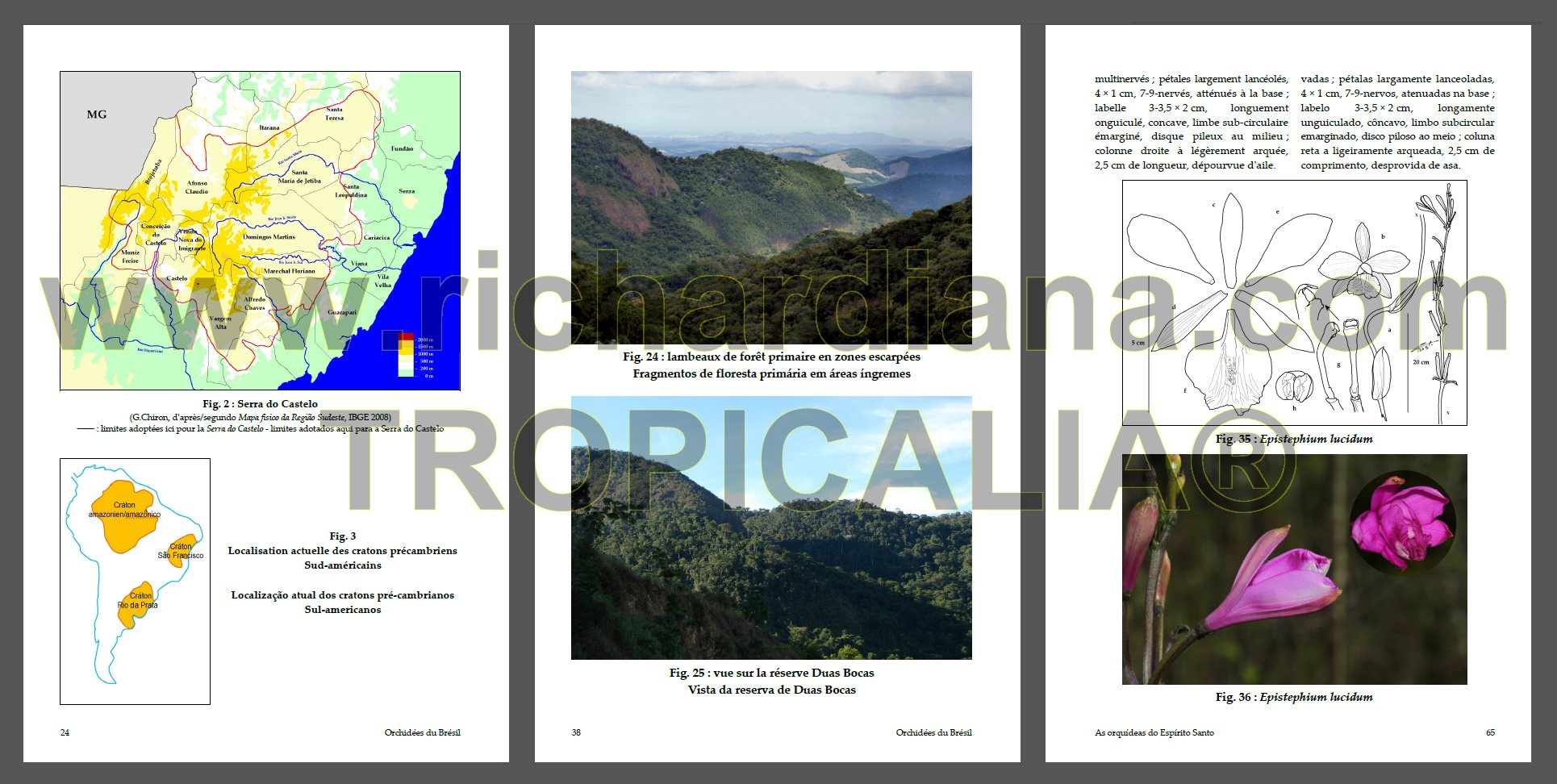
Páginas internas do livro As orquideas da Serra do Castelo, vol. 1

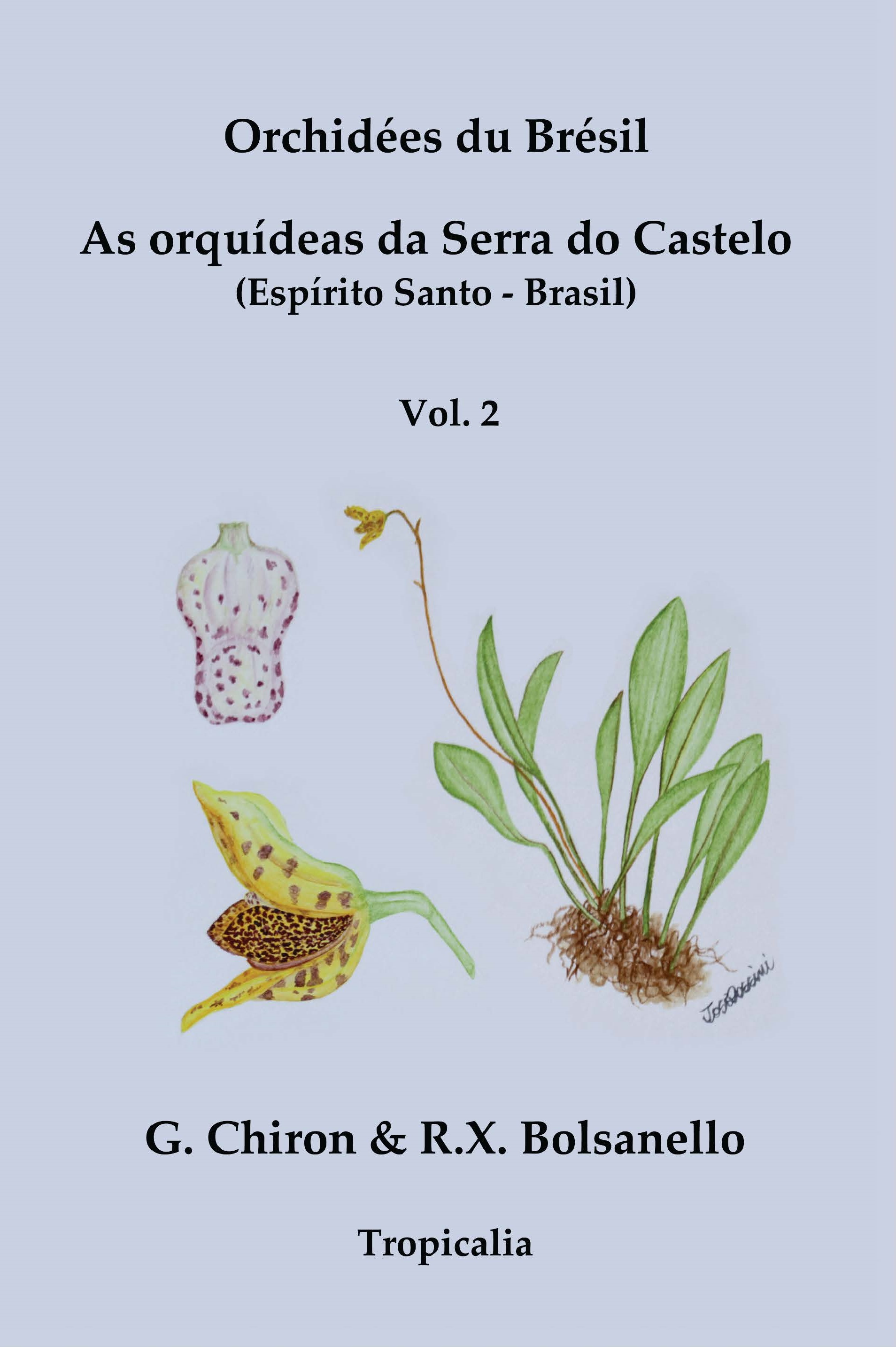
Capa do livro ORQUÍDEAS DA SERRA DO CASTELO (Espirito Santo), volume 02

Foi lançado em 2013 o início da coleção de 04 livros científicos que descrevem todas orquídeas da serra do Castelo, que totalizam aproximadamente 700 espécies. Os autores passaram 15 anos pesquisando a região e orquidófilos para fazer um levantamento completo com fotos, desenhos, artigos que estão disponíveis para venda. Cada volume dos 04 publicados tem centenas de páginas em papel couché alto brilho, fotos em alta definição para quase todas 700 orquídeas assim como desenho e descrição científica para quase todas. O livro cita também os primeiros desbravadores de orquídeas que visitaram o Espírito Santo, assim como descreve a Geografia e Geologia desta região em suas mais de 1700 páginas. Os autores Guy Chiron e Renato Ximenes Bolsanello são os responsáveis por este primeiro inventário completo das Orquídeas do Espírito Santo.

## Clima

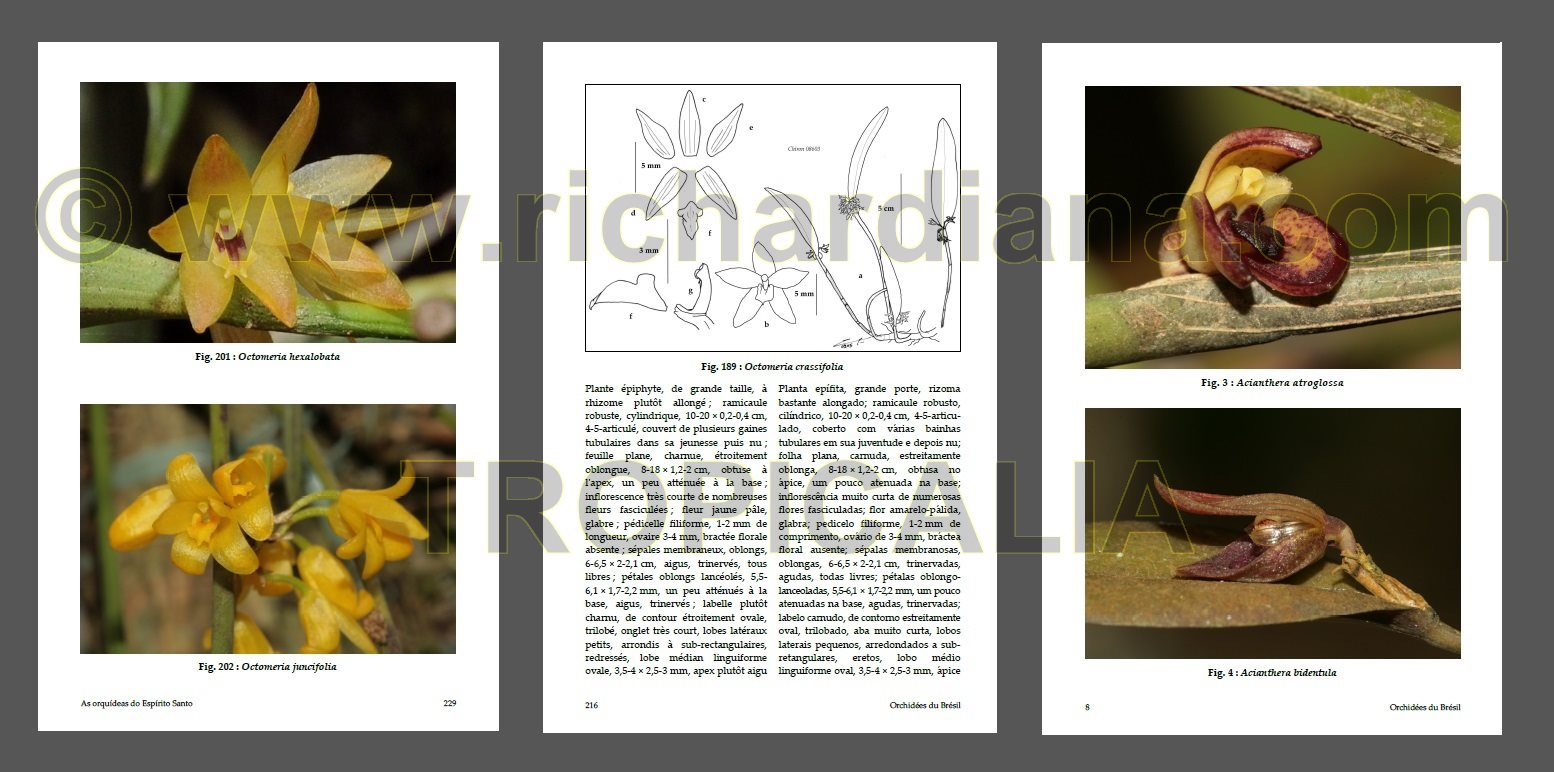
03 páginas internas do livro ORQUÍDEAS DA SERRA DO CASTELO (Espirito Santo), volume 02

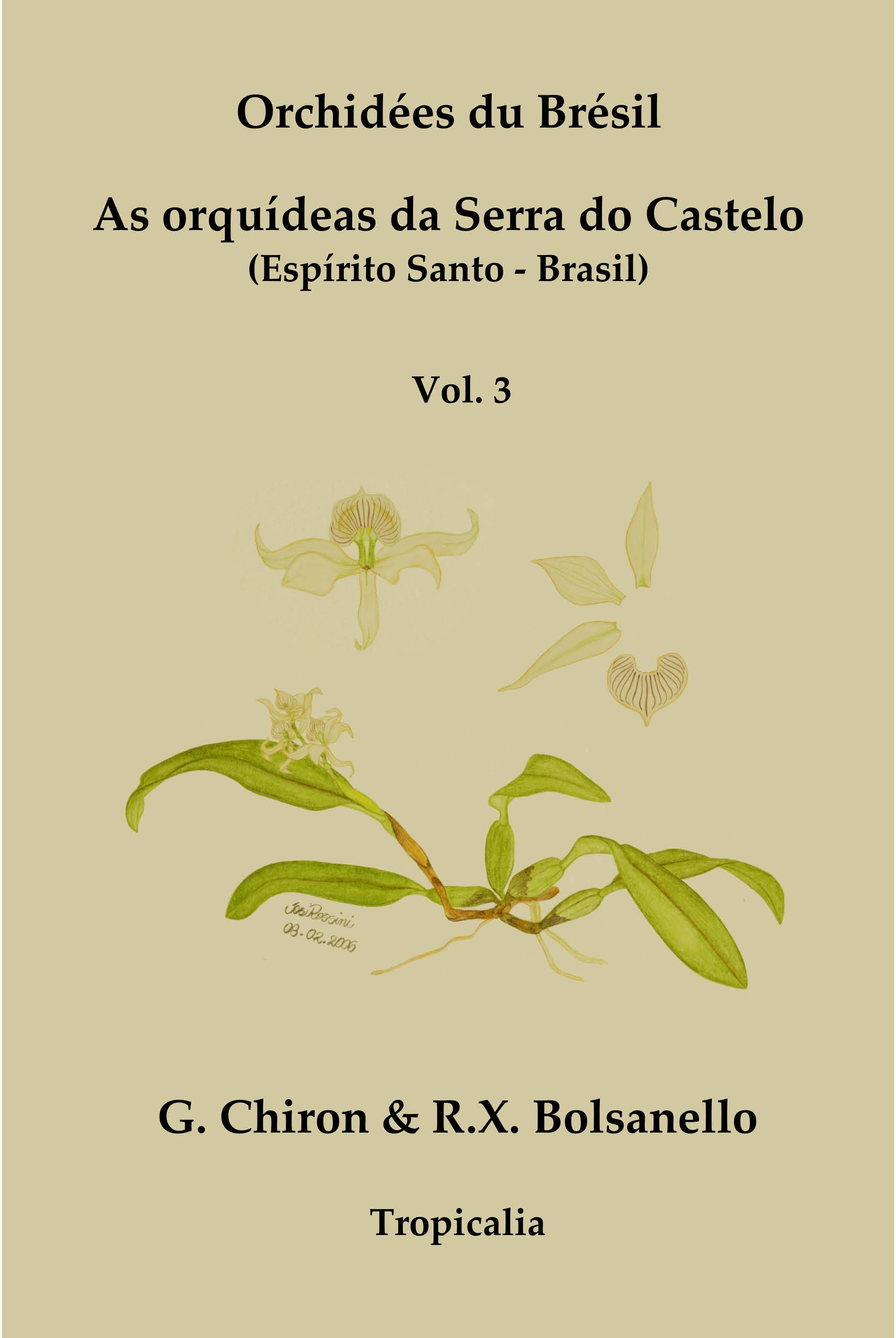
Capa do livro ORQUÍDEAS DA SERRA DO CASTELO (Espirito Santo), volume 03

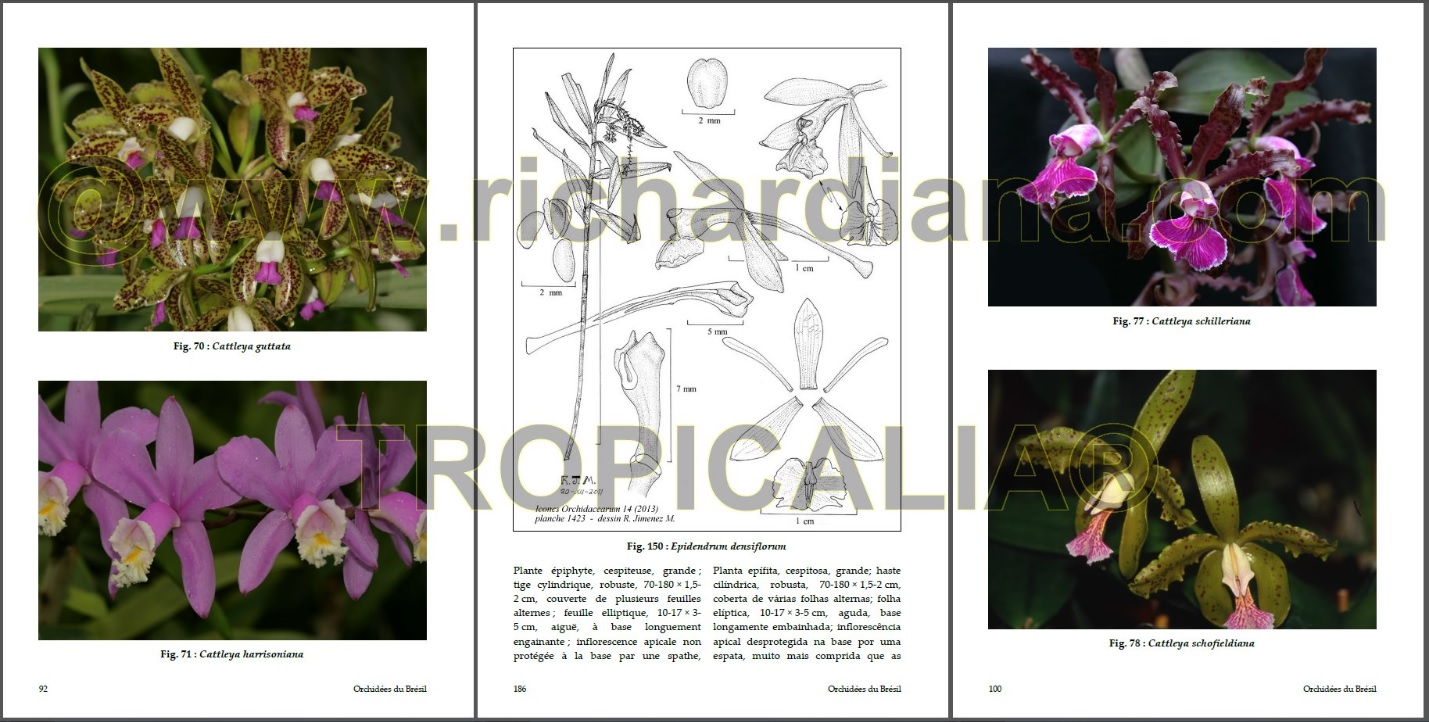
03 páginas internas do livro ORQUÍDEAS DA SERRA DO CASTELO (Espirito Santo), volume 03

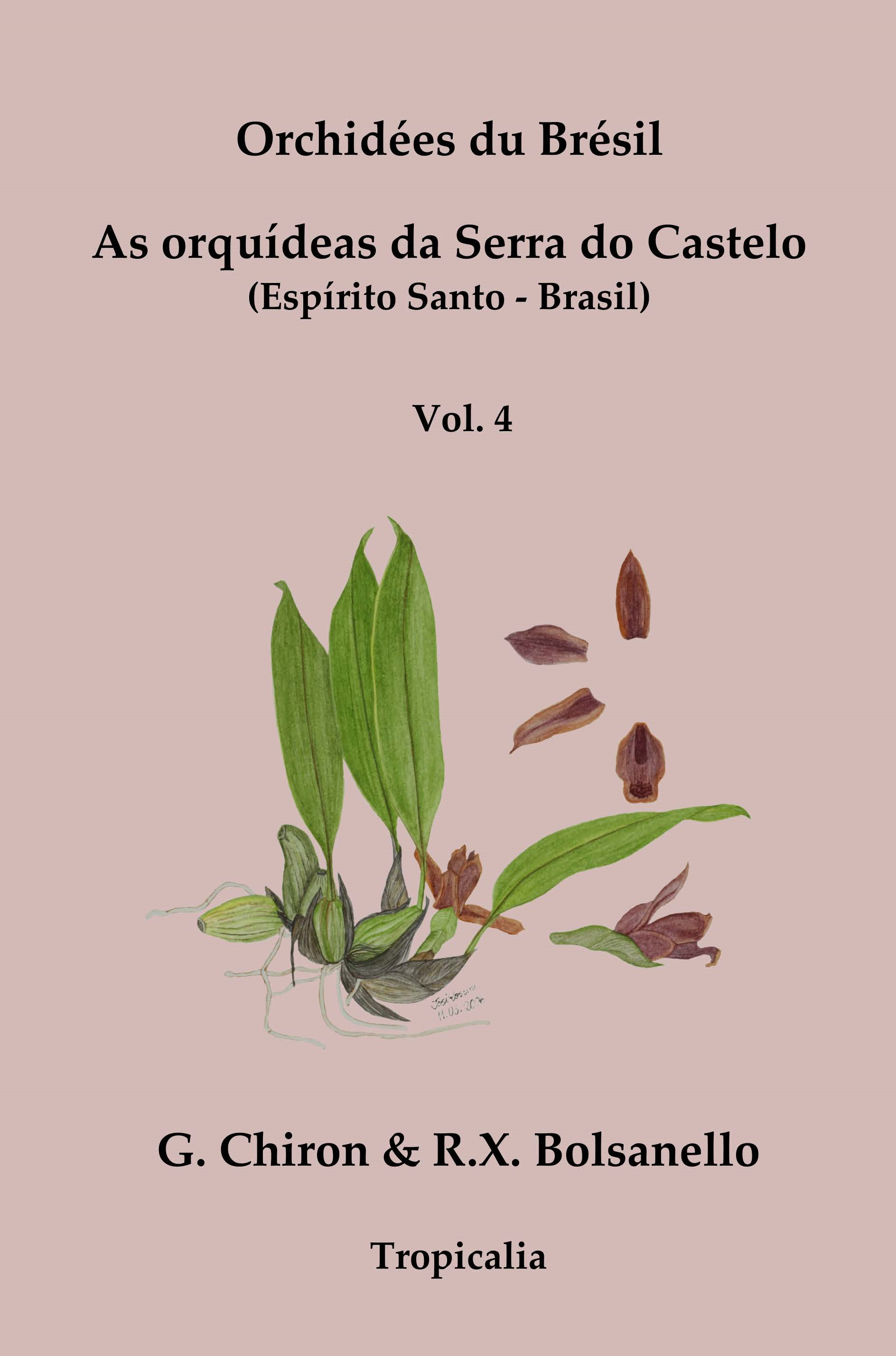
Capa da coleção Orquideas da Serra do Castelo, volume 04

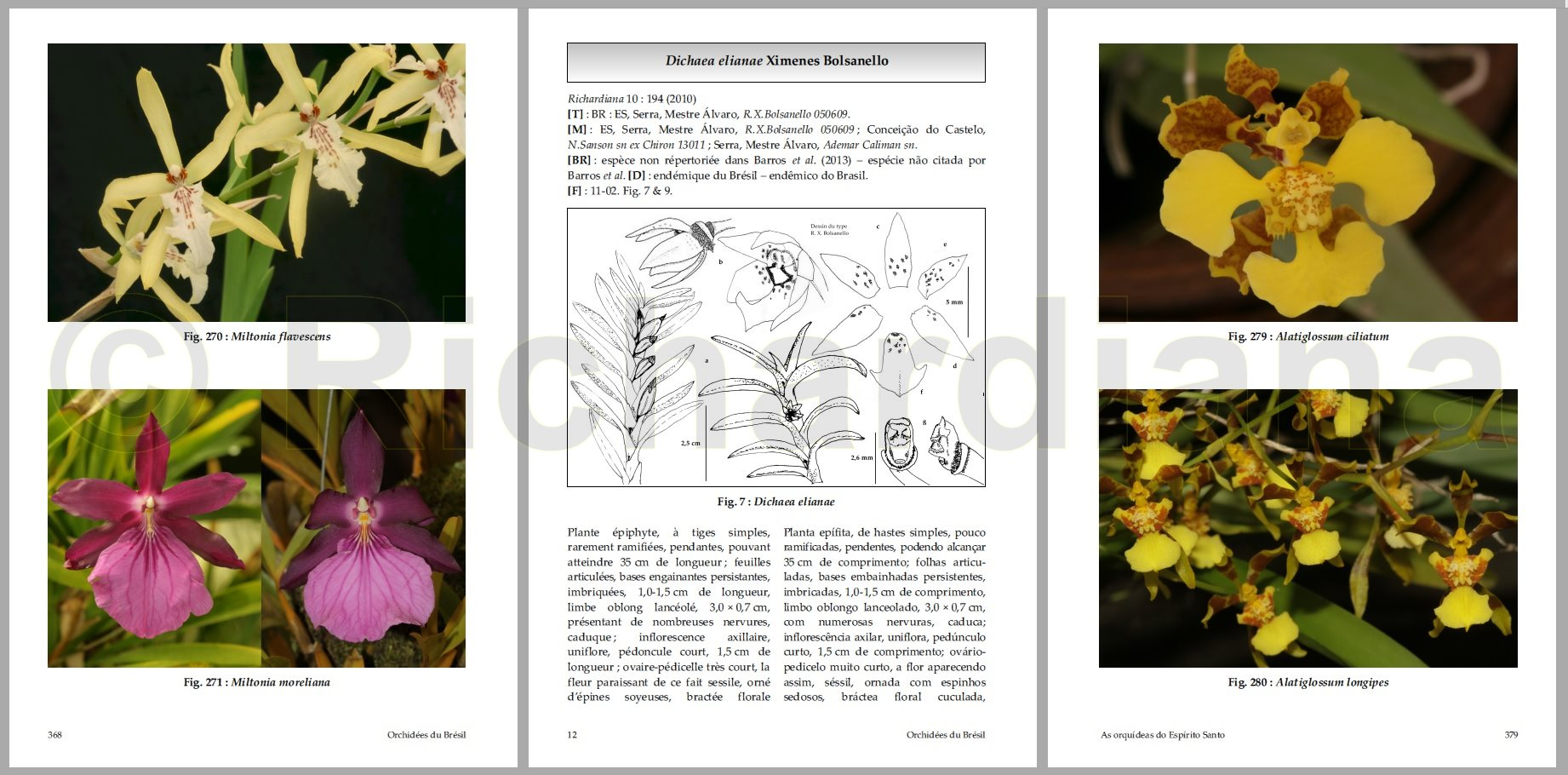
03 páginas internas da coleção Orquideas da Serra do Castelo, volume 04

O clima da região é tropical de altitude, do tipo Cwb, possui temperaturas bem amenas nas quatro estações do ano, que aliás são bem definidas.
As menores temperaturas da serra são registradas no Alto Melgaço, no Forno Grande e na Pedra do Garrafão, que registram pelo menos 2 dias de geada por ano.
Também é interessante notar que, mesmo quando não chove no litoral do estado, chove na Serra, e a região tem cerca de 2.300 mm de precipitação média anual, enquanto o litoral tem apenas 1.200 mm de precipitação. As altas taxas de chuvas criam vários cursos d'água. Mas também há um problema: uma forte neblina costuma atingir a região, principalmente no outono e na primavera, o que gera certos problemas, e o maior deles é a neblina, que dificulta a visibilidade nas estradas, podendo gerar graves acidentes
A região tem temperaturas médias anuais que variam de 20°C a 12°C, dependendo da altitude.

## Cultura e economia
A região recebeu muitos imigrantes italianos, alemães (principalmente pomeranos), que se dedicaram à plantação de café em pequenas propriedades. Na Serra do Castelo, no município de Santa Teresa, localiza-se a primeira colônia de imigrantes italianos do Brasil, e também a primeira igreja Luterana da América Latina. Nos municípios de Santa Maria de Jetibá e Laranja da Terra, a maior parte da população é de religião luterana. As cidade de Santa Maria de Jetibá, Domingos Martins, Itarana, Santa Leopoldina e Afonso Cláudio são uns  dos poucos lugares do mundo onde o idioma Pomerano ainda é falado.
As principais atividades econômicas são o plantio do café da qual Afonso Cláudio era o maior produtor do Brasil antes da emancipação de Brejetuba e atualmente um dos maiores do estado e de árvores como o eucalipto (para extração de celulose e madeira), além do cultivo de frutas de clima temperado, como o da uva e o do morango, com destaque para Domingos Martins, maior produtor de morango do país.
A região era originalmente coberta pela mata Atlântica. Porém, boa parte dessa vegetação encontra-se preservada, mas muitas áreas de floresta estão sendo substituídas pelo plantio de eucaliptos e pinheiros de vários tipos, que são bastante úteis na fabricação de celulose, além de serem úteis para fornecer madeira.